# Bad Medicine
Bad Medicine är en låt av det amerikanska rockbandet Bon Jovi från deras fjärde platta New Jersey, 1988. Låten är skriven av Jon Bon Jovi, Richie Sambora och Desmond Child och släpptes som första singel från plattan. Bad Medicine blev Bon Jovis tredje låt att hamna på 1# på Billboard Hot 100. Låten tog sig till en 3# på Mainstream Rock Tracks, 17# i Storbritannien och 15# i Australien. 

## Låtens handling
Låtens handling jämför en kärleksaffär med ett drogberoende ("now this boy's addicted cause your kiss is the drug", "your love is like bad medicine, bad medicine is what I need") och har många skämtsamma medicinska motsvarigheter ("Let's play doctor, baby cure my disease"; "There ain't no paramedic gonna save this heart attack"; "I need a respirator cause I'm runnin' out of breath").

## Låtstrukturen
Låten innehåller ett nästan konstant keyboardspelande av David Bryan som särskilt kan höras i början av låten. Richie Samboras framhävande gitarrspelande och körande och Jon Bon Jovis högtempotext genom hela låten. Bad Medicine är en av de mer hårdare rocklåtarna på New Jersey.
Mot slutet av låten säger Jon Bon Jovi att han måste gå och att han knappt får luft men säger sedan "I'm not done...one more time, with feelin'". Låten avslutas med att refrängen upprepas ännu en gång.

## Musikvideon
Det finns två musikvideor av Bad Medicine. En som filmar bandet på en livespelning, och den andra, den mer kändare, som filmar unga människor som står i kö för att komma in till en Bon Jovi-videofilmning. Sam Kinison frågar då folket i kön om de kan göra en bättre musikvideo än vad Bon Jovi själva kan. Svaret är entusiastiskt och delar av publiken ges kameror och blir uppbjudna på scenen för att filma bandet. 
Jon Bon Jovi har sagt att Bad Medicine-videon var den absolut roligaste videon att filma på grund av att fansen var så involverade i den. 
Video är helt i färg men kvalitén är inte särskilt bra på grund av att kamerorna inte var särskilt proffsiga.

## Arv
Bad Medicine spelas fortfarande på radiostationer runt om i landet. Låten är även en live stapel i Bon Jovis konserter och har spelats i princip varje konsert sen den kom. Låten spelas ofta mot slutet av setet med en del av låten Shout inbakad.
Bad Medicine finns med på best-of plattan Cross Road från 1994. Den finns även med på liveplattan One Wild Night: Live 1985-2001 och som akustisk tolkning på This Left Feels Right. Låten finns även med på båda Bon Jovis konsertvideor Live In London och The Crush Tour.
En cover av låten spelades in 2002 av punkbandet Allah & The 72 Virgins på deras platta Name Me With My Title.